# 顧觀光
顧觀光（1799年—1862年），字尚之，別號武陵山人。江蘇金山錢家圩人。清代醫學家、數學家。
早年为太学生，后屡试科舉不中，继祖业行醫。道光年間應錢熙祚之聘，前去杭州文瀾閣藏書樓校書。著有《算剩初编》、《算剩续编》、《算剩余稿》、《九数外录》等。

## 清史稿的記載
| 《清史稿·志一百二十二》 | 周髀算經校勘記一卷。顧觀光撰。 |